# Luo Wei
Luo Wei (née le 23 mai 1983 à Pékin) est une taekwondoïste chinoise. Elle a obtenu la médaille d'or lors des Jeux olympiques d'été de 2004 dans la catégorie des moins de 67 kg. 
Elle a remporté également deux médailles aux Championnats du monde, une en or en 2003 et une en bronze en 2007.